# IC 3370
IC 3370 је елиптична галаксија у сазвјежђу Кентаур која се налази на листи објеката дубоког неба у Индекс каталогу.
Деклинација објекта је - 39° 20' 16" а ректасцензија 12h 27m 37,2s. Привидна величина (магнитуда) објекта IC 3370 износи 10,9 а фотографска магнитуда 11,9. Налази се на удаљености од 28,852 милиона парсека од Сунца. IC 3370 је још познат и под ознакама ESO 322-14, MCG -6-27-29, AM 1224-390, IRAS 12249-3903, PRC C-41, DCL 50, PGC 40887.